# Kalamáta
Pour les articles homonymes, voir Kalamata (homonymie).
Kalamáta (grec moderne : Καλαμάτα) est une ville de Grèce située dans le sud du Péloponnèse, dans le district régional de Messénie dont c'est le chef-lieu. Située au fond du golfe de Messénie, au pied du Taygète, elle est la deuxième plus grande ville de la péninsule après Patras.
Kalamáta est un port industriel au cœur de plantations d'agrumes. Ses principales exportations sont ses olives de variété kalamata et des figues sèches. Un des campus de l'université du Péloponnèse se trouve à Kalamáta. On y enseigne l'histoire, la littérature, la théologie et la philosophie.
La ville fut presque entièrement détruite par un tremblement de terre le 14 septembre 1986.
Ses habitants s'appellent les Kalamatiens (Καλαματιανοί).

## Étymologie
L'étymologie du nom de la ville est discutée. Il pourrait dériver de celui d'une église dédiée à la Vierge aux beaux yeux (kalomata), ou de la déformation du nom d'une dénomination antique de la région, kalamai, les « roseaux ».

## Géographie

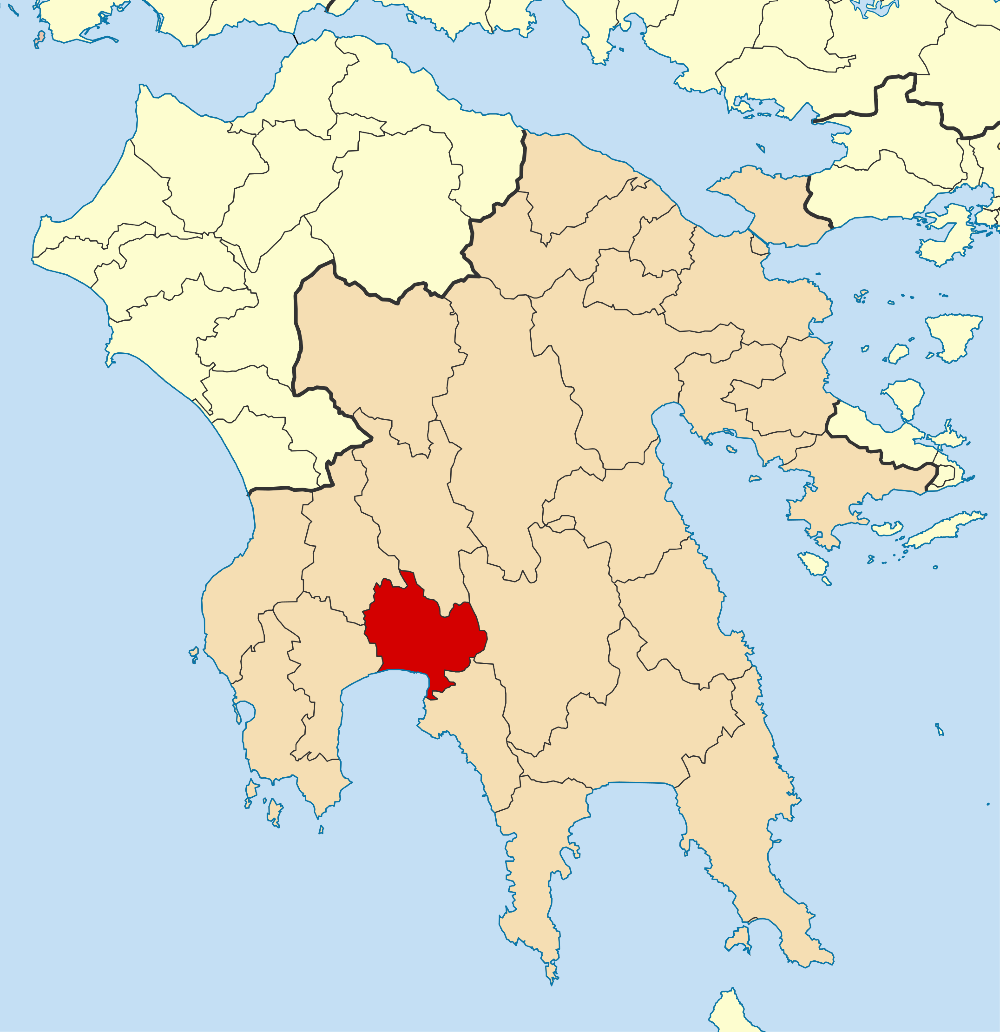
Dème de Kalamata à la suite du programme Kallikratis (2010).

Kalamata est à 279 km d'Athènes. La ville est au bord du Nédon (en) et à 4 km du Taygète. Elle dispose d'un long front de mer de près d'un kilomètre et demi.

### Climat
La température moyenne à Kalamata est de 18 °C en 2001 (soit 0,6 °C de plus que la moyenne 1991-2000). Il y pleut en moyenne 100 jours par an, pour un total de précipitations autour de 700 mm.

### Agriculture
Elle est réputée pour la qualité de ses olives noires de variété kalamata. Entre le Taygète et la mer, les oliveraies s'étendent à perte de vue. Toute la région (deuxième productrice du pays après la Crète) vit principalement par et pour l'olive. C'est ce fruit qui a fondé la richesse du port, qui commerçait naguère avec le monde entier.
Le terroir de Kalamata est unique, il produit deux variétés d'olives. Celles de table, presque pointues, dites kalamon, que l'on conserve dans un mélange d'eau vinaigrée et salée, ou encore mieux dans de l'huile d'olive. Et les koronéïki, plus petites, qui donnent une fameuse huile extra-vierge.
La région compte plus de 40 millions d'arbres et produit 45 000 tonnes d'huile d'olive. Désormais, il existe un label AOP pour Kalamata et sa région.

## Population
| 1981   | 1991   | 2001   | 2011   |
| ------ | ------ | ------ | ------ |
| 42 075 | 43 625 | 49 550 | 54 567 |

| 2021   | - | - | - |
| ------ | - | - | - |
| 58 816 | - | - | - |

## Histoire
La ville occupe le site de l'ancienne cité laconienne de Pharis, citée dans l’Iliade.
Au terme de trois guerres (qui s'achèvent en 464 av. J.-C.), Pharis tombe sous domination spartiate. Au cours du IVe siècle av. J.-C., le général thébain Épaminondas l'en délivre. En 146 av. J.-C., la ville devient romaine, étant intégrée en -27 à la province romaine d'Achaïe. En 396, Kalamata est mise à sac par les Goths d'Alaric et en 610 par les Slaves (dont deux tribus, les Ézérites et les Mélinges, s'installent sur le Taygète voisin). La christianisation est achevée au début du IXe siècle : la ville fait alors partie du thème byzantin du Péloponnèse, mais se dépeuple à la suite des raids maritimes des pirates arabes et des normands d'Italie.

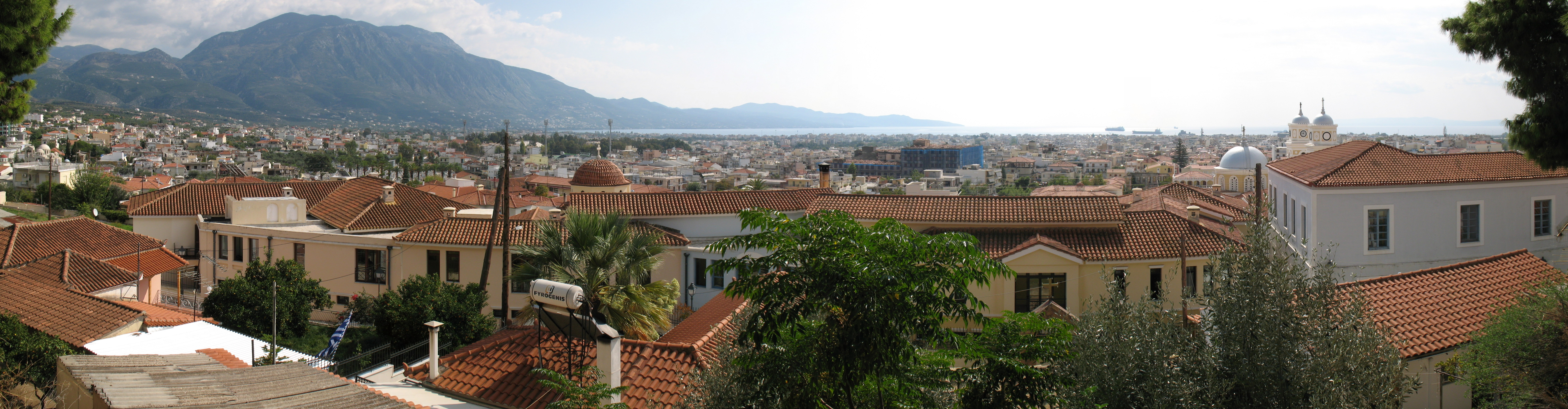
Vue panoramique depuis le château.

En 1205, les croisés français de la principauté d'Achaïe s'en emparent ; elle est attribuée à Geoffroi Ier de Villehardouin. Guillaume II de Villehardouin avait une préférence marquée pour le château de Kalamata, où il était né et où il mourut. Kalamata est reconquise par les Grecs du despotat de Morée vers 1425, en même temps que les derniers territoires de la principauté d'Achaïe.
Les Turcs s'emparent de Kalamata en 1481, mais la perdent en 1685 au profit des Vénitiens qui la fortifient et lui redonnent une certaine prospérité. Les Turcs reprennent cependant la ville en 1715 pour encore un siècle, avant de s'en retirer définitivement lors de l'indépendance de la Grèce.
Le 23 mars 1821 (4 avril dans le calendrier grégorien), Kalamata fut la première ville libérée par les forces révolutionnaires grecques sous le commandement du général Theódoros Kolokotrónis, mais en 1825 Ibrahim Pacha détruisit la ville. Par la suite, la cité fut reconstruite et devint un port majeur où fut fondée la deuxième plus ancienne Chambre de commerce en Méditerranée après celle de Marseille.
Le 29 avril 1941 eut lieu une bataille près du port entre les forces d'invasion allemandes d'un côté, et de l'autre la garnison grecque et la 2e division néo-zélandaise qui furent vaincues. Toutefois, jusqu'en octobre 1943, ce ne furent pas les Allemands mais les forces italiennes qui occupèrent la ville. Après la Seconde Guerre mondiale, Kalamata, située loin du rideau de fer et de la frontière turque (zones stratégiques), fut exclue comme la plus grande partie du Péloponnèse des plans gouvernementaux de développement, bénéficiant surtout au nord de la Grèce. Cela ralentit considérablement l'essor économique du port et de la ville. Ce ne fut qu'après les importants dégâts produits par le tremblement de terre du 13 septembre 1986 (de 6,6 sur l'échelle de Richter, il causa la mort de 20 personnes) que des investissements privés et publics furent attribués à Kalamata, devenue ainsi une capitale provinciale moderne et bien équipée. C'est aussi le siège de la Métropole de Messénie (el), dirigée depuis le 15 mars 2007 par le métropolite Chrysostome III.

## Monuments
Située au nord-est de la ville, la forteresse de Kalamata fut construite par Geoffroi Ier de Villehardouin sur des vestiges plus anciens. Les Vénitiens renforcèrent aussi ses fortifications.

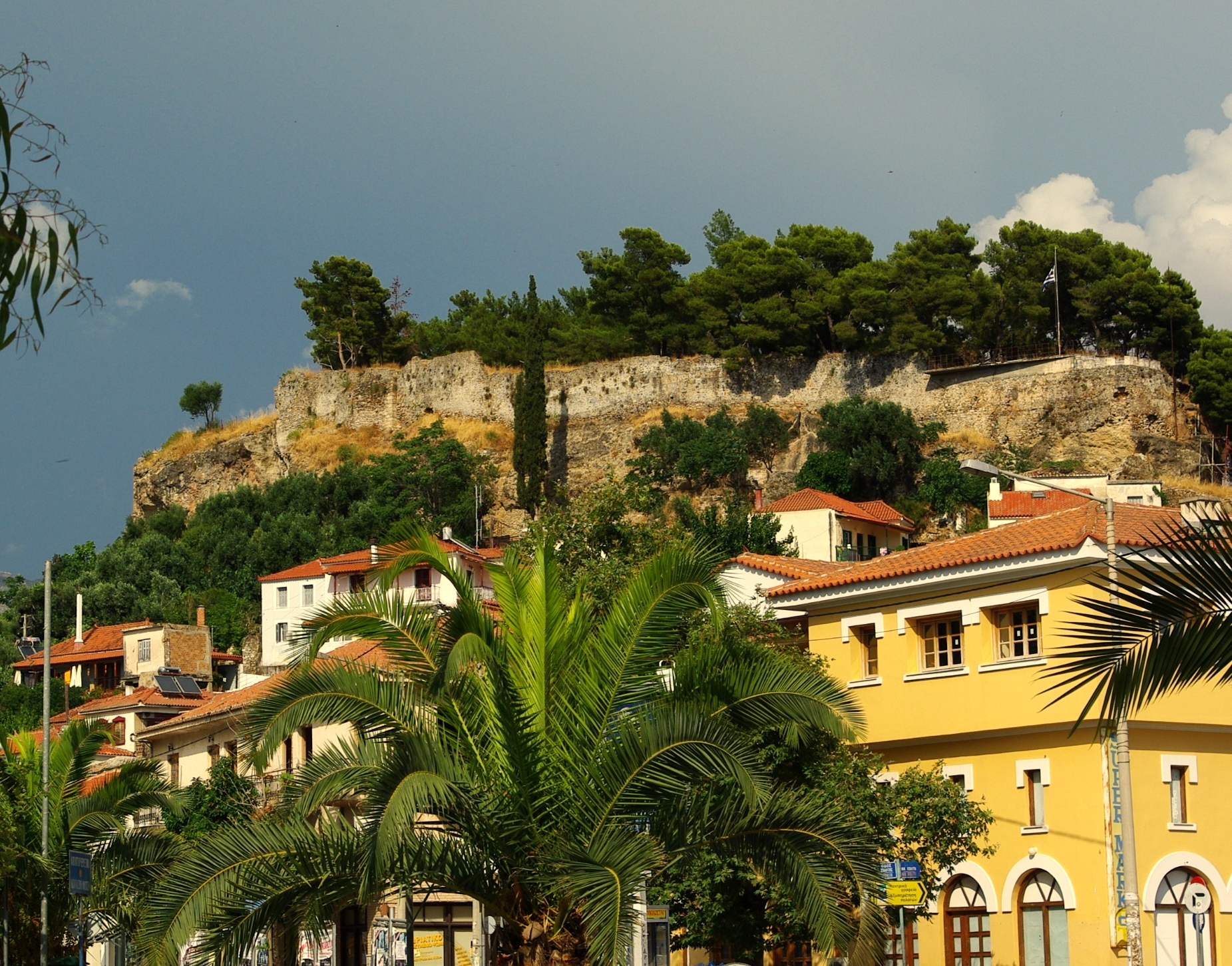
Château de Kalamata.
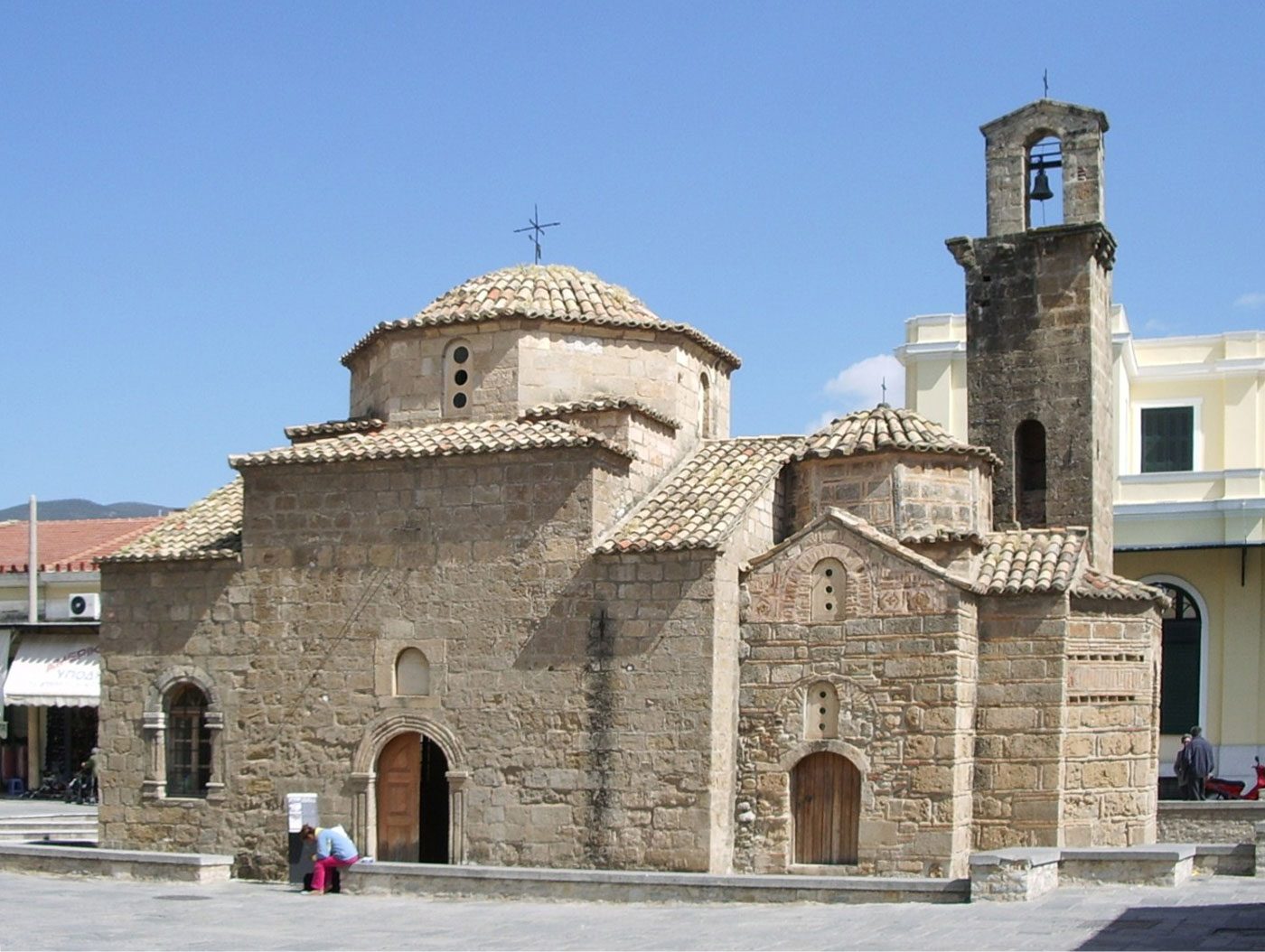
Église des Saints-Apôtres.
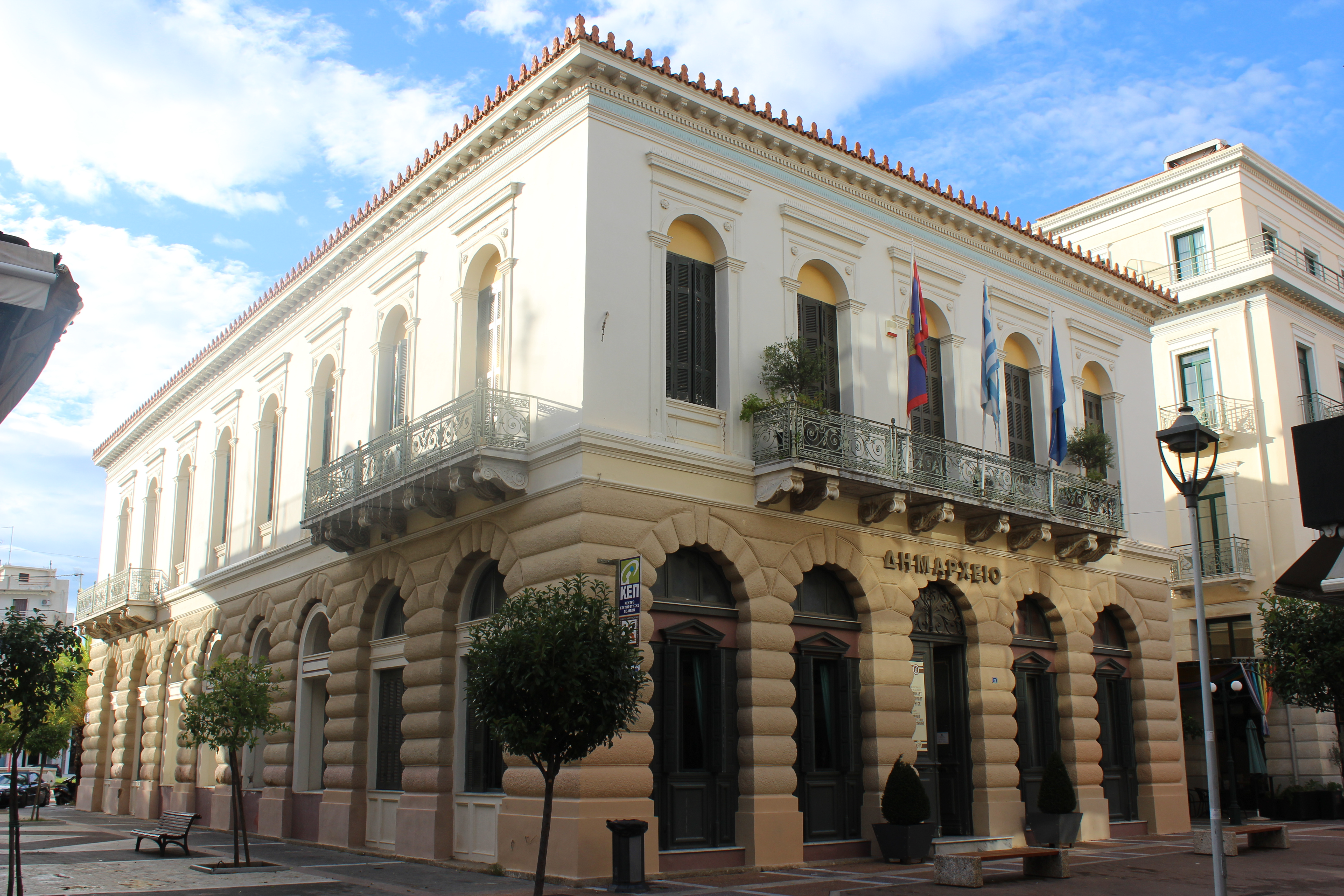
Hôtel de ville.
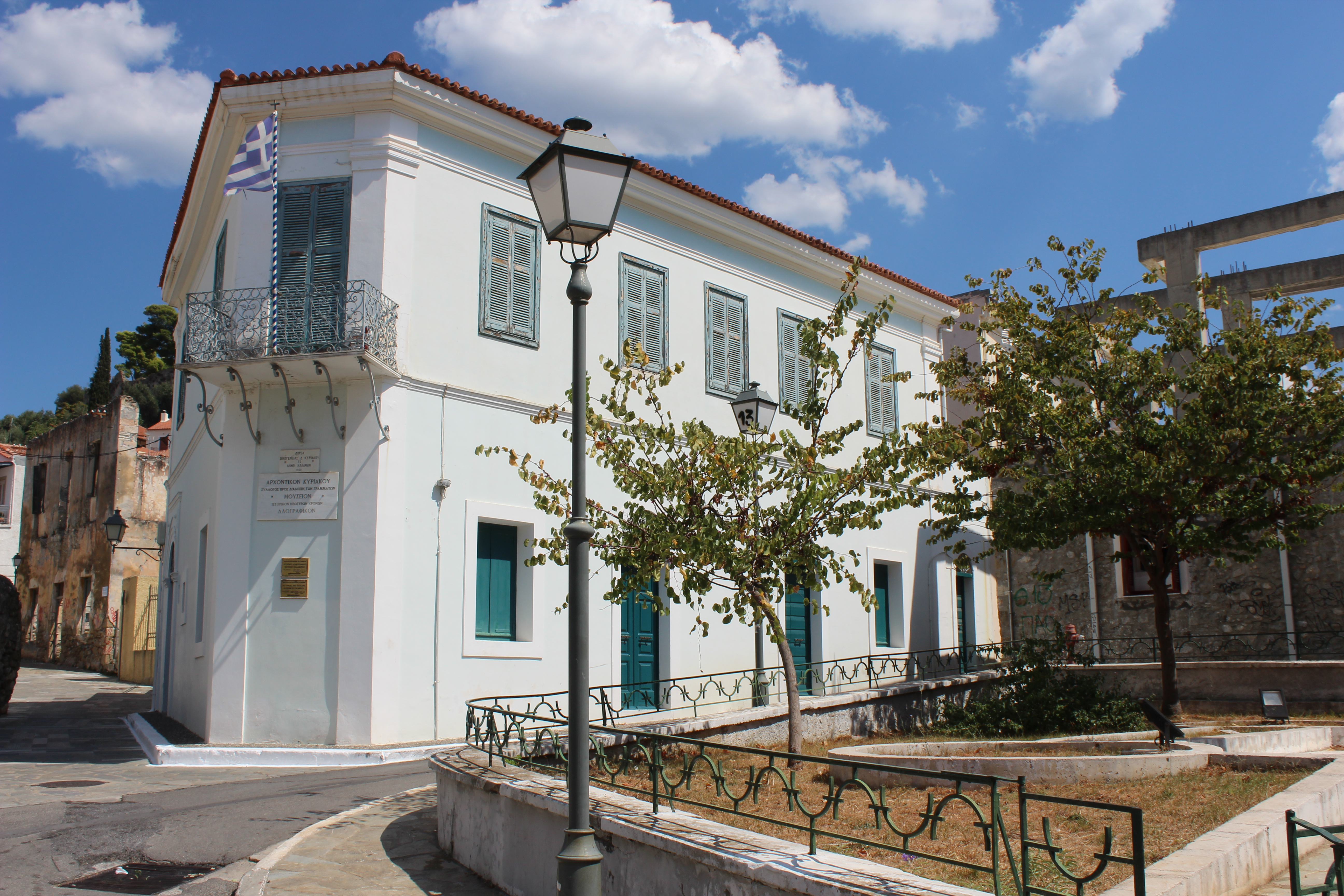
Musée du folklore (Maison Kyriakou).
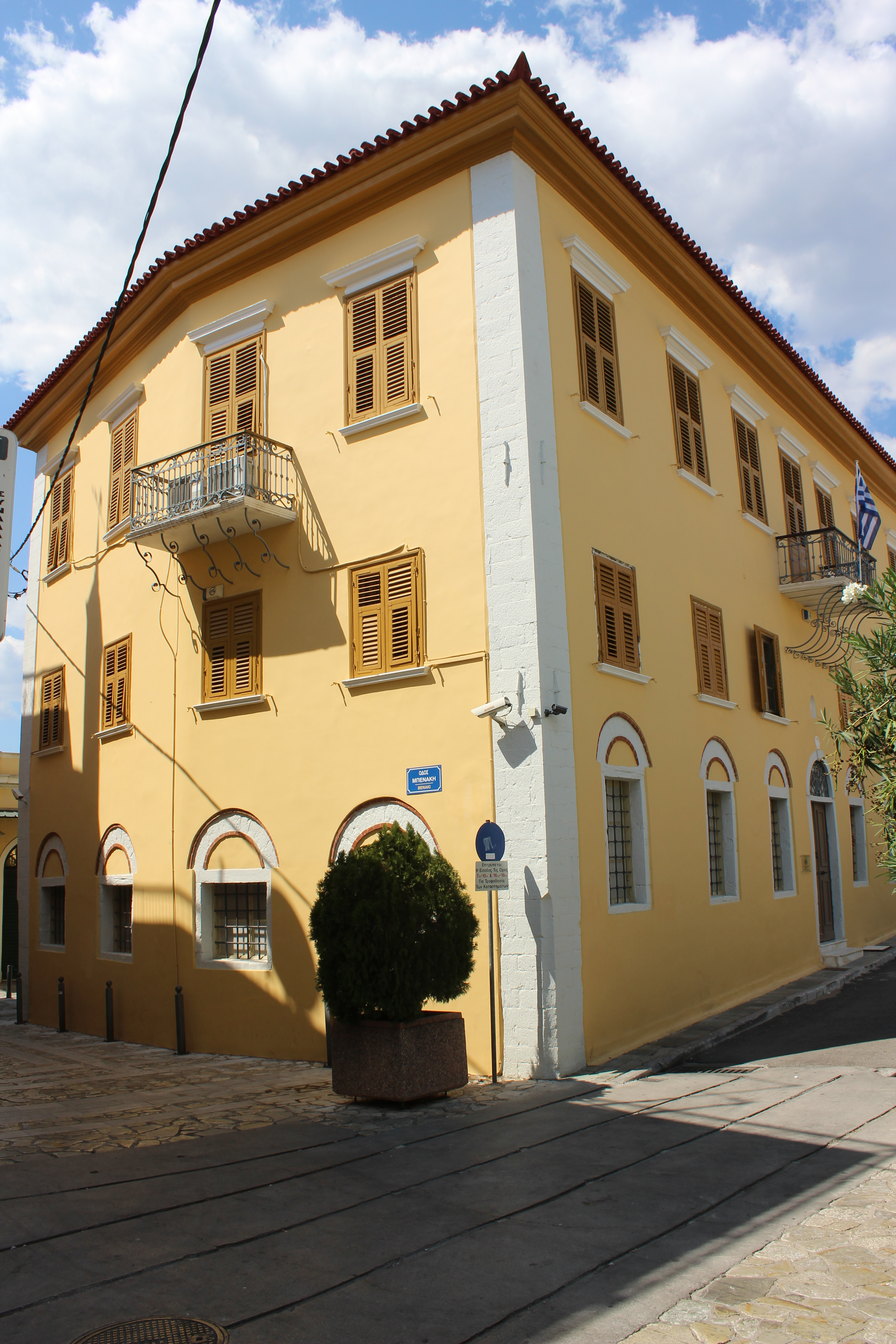
Musée archéologi- que.
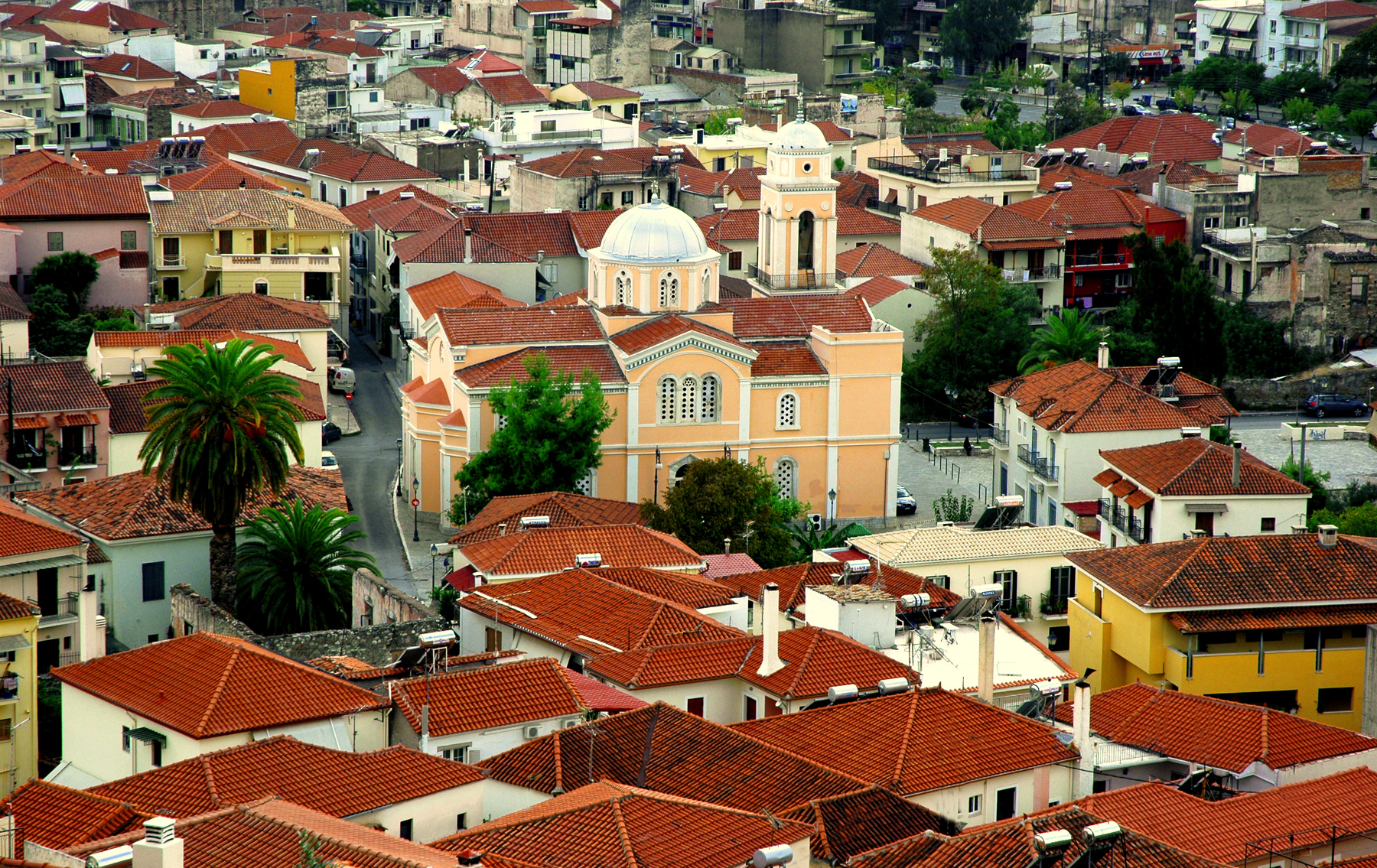
Vieille ville.
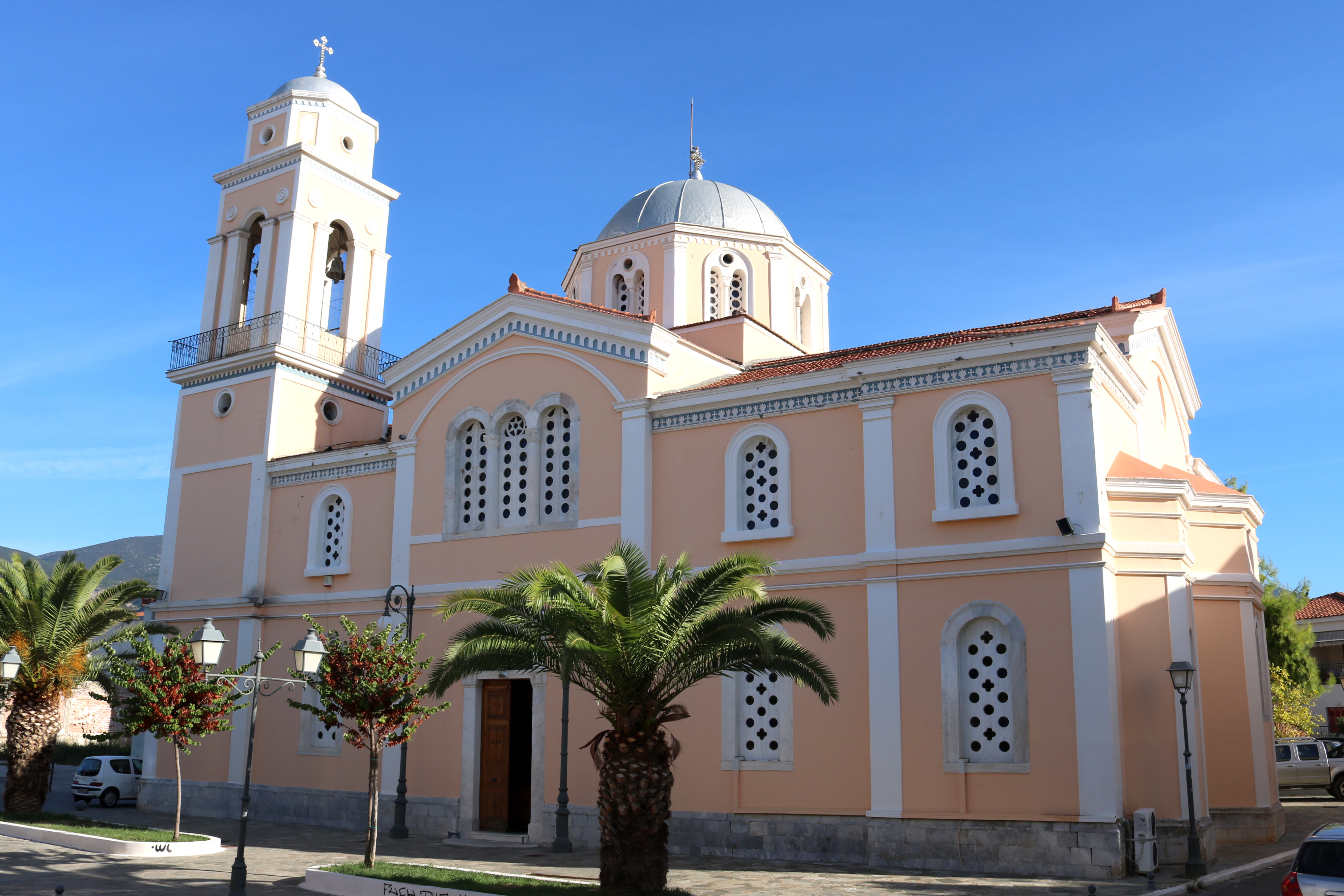
Église Agios Ioannis.

## Éducation
L'université du Péloponnèse dispose de plusieurs implantations à Kalamata, la ville étant le siège de la faculté des sciences humaines et culturelles.

## Transports

### Transport aérien
L'aéroport de Kalamata accueille en moyenne 700 vols par an pour une moyenne de 50 000 passagers embarqués et débarqués.

### Transports routiers
Kalamáta est desservie par l'autoroute A7 (Corinthe–Trípoli–Kalamáta), la |route nationale E07 (Corinthe–Árgos–Tripoli–Mégalopolis–Kalamáta) et la route nationale EO82 (Pýlos–Kalamáta–Sparte).

## Personnalités liées à la ville
- Mikhaíl Stasinópoulos (1903-2002), homme politique grec, président de la République hellénique de 1974 à 1975.
- Prokópis Pavlópoulos (1950-), homme politique grec, président de la République hellénique de 2015 à 2020.

## Jumelages
| Ville | Ville     | Pays | Pays    |
| ----- | --------- | ---- | ------- |
|       | Aglantsia |      | Chypre  |
|       | Amioun    |      | Liban   |
|       | Bizerte   |      | Tunisie |
|       | Spello    |      | Italie  |
|       | Xi'an     |      | Chine   |